# Imperio aqueménida
El Imperio aqueménida (persa: شاهنشاهی هخامنشی; persa antiguo: 𐎧𐏁𐏂𐎶 Xšāça, «El Imperio») es el nombre dado al primer y más extenso de los imperios de los persas, el cual se extendió por los territorios de los actuales estados de Irán, Irak, Turkmenistán, Afganistán, Uzbekistán, Turquía, Rusia, Chipre, Siria, Líbano, Palestina, Grecia, Bulgaria, Ucrania, Rumanía, Arabia Saudí, India, Jordania y Egipto. El imperio fue fundado por Ciro el Grande tras independizar Persia y conquistar Media en el año 550 a. C. y alcanzó su máximo apogeo durante el reinado de Darío el Grande (r. 522-486 a. C.), cuando llegó a abarcar parte de los territorios de Libia, Bulgaria y Pakistán, así como ciertas áreas del Cáucaso, Sudán y Asia Central. Las grandes conquistas hicieron de Persia el imperio más grande en extensión hasta entonces, lo que la convirtió en quizás la primera superpotencia del mundo.
Hacia el siglo VII a. C., los persas colonizaron la región de Persis, en el suroeste de la meseta iraní. Desde Persis, Ciro se alzó y derrotó al Imperio medo, así como a Lidia y al Imperio neobabilónico, marcando el establecimiento formal de un nuevo sistema de gobierno imperial bajo la dinastía aqueménida. Su existencia terminó en el año 330 a. C. cuando el último rey aqueménida, Darío III, fue vencido por el conquistador macedonio Alejandro Magno, ferviente admirador de Ciro el Grande. Esta conquista marcó un logro fundamental en su entonces activa campaña por su Imperio macedonio. La muerte de Alejandro desencadenó el inicio del periodo helenístico, y la mayor parte del territorio del caído Imperio aqueménida pasó a estar bajo el dominio del Reino Ptolemaico y el Imperio seléucida, ambos surgidos como sucesores del Imperio macedonio tras la Partición de Triparadiso en el 321 a. C.. El dominio helenístico se mantuvo durante casi un siglo antes de que las élites iranias de la meseta central reclamaran el poder bajo el Imperio parto.
El imperio debe su nombre a la dinastía que lo gobernó: los aqueménidas, fundada por un personaje semilegendario, Aquémenes. En la historia de Occidente, el Imperio aqueménida es conocido sobre todo por su condición de rival de los antiguos griegos, especialmente en dos períodos, las guerras médicas y las campañas del macedonio Alejandro Magno. En la era moderna, el Imperio aqueménida ha sido reconocido por la imposición de un exitoso modelo de administración centralizada y burocrática, por su política multicultural, por la construcción de complejas infraestructuras, tales como sistemas de carreteras y un sistema postal organizado (Chapar Janeh), por el uso de lenguas oficiales en todos sus territorios, y por el desarrollo de servicios civiles, incluyendo el de tener un ejército numeroso y profesional. Sus avances inspiraron la implantación de estilos de gobierno similares en diversos imperios posteriores.

### Fuentes epigráficas

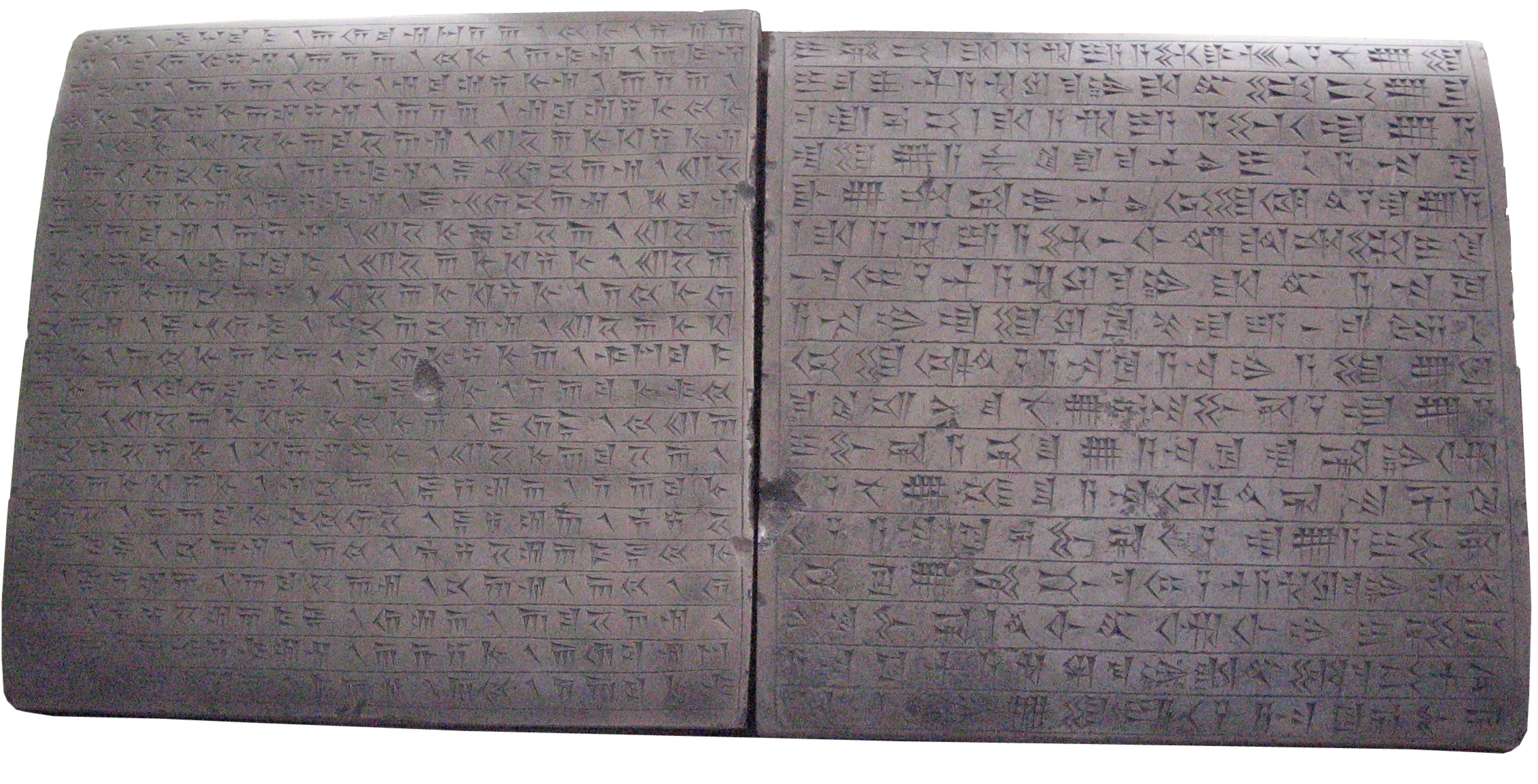
La Inscripción del Harén, de Jerjes I. Se trata de una inscripción bilingüe en persa (izquierda) y babilonio (derecha).

### Las grandes conquistas

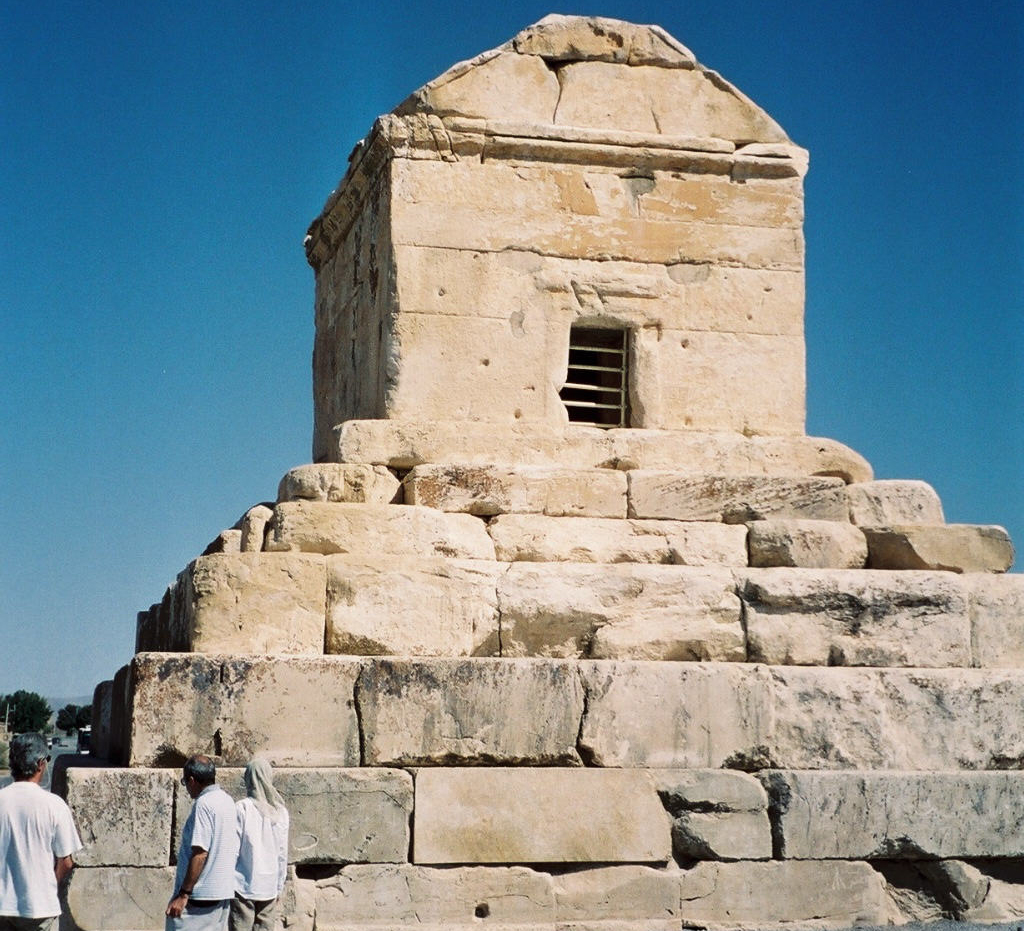
Tumba de Ciro el Grande en Pasargada.

Mapa del proceso de expansión de los territorios aqueménidas

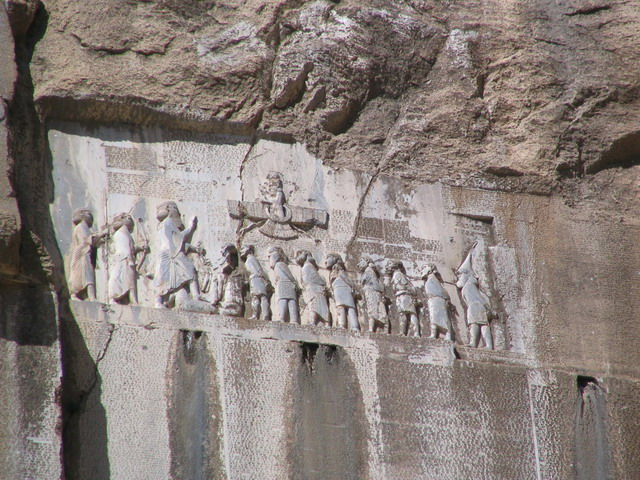
La inscripción de Behistún narra la historia de las luchas de Darío I contra los rebeldes.

### Crisis y reestructuración

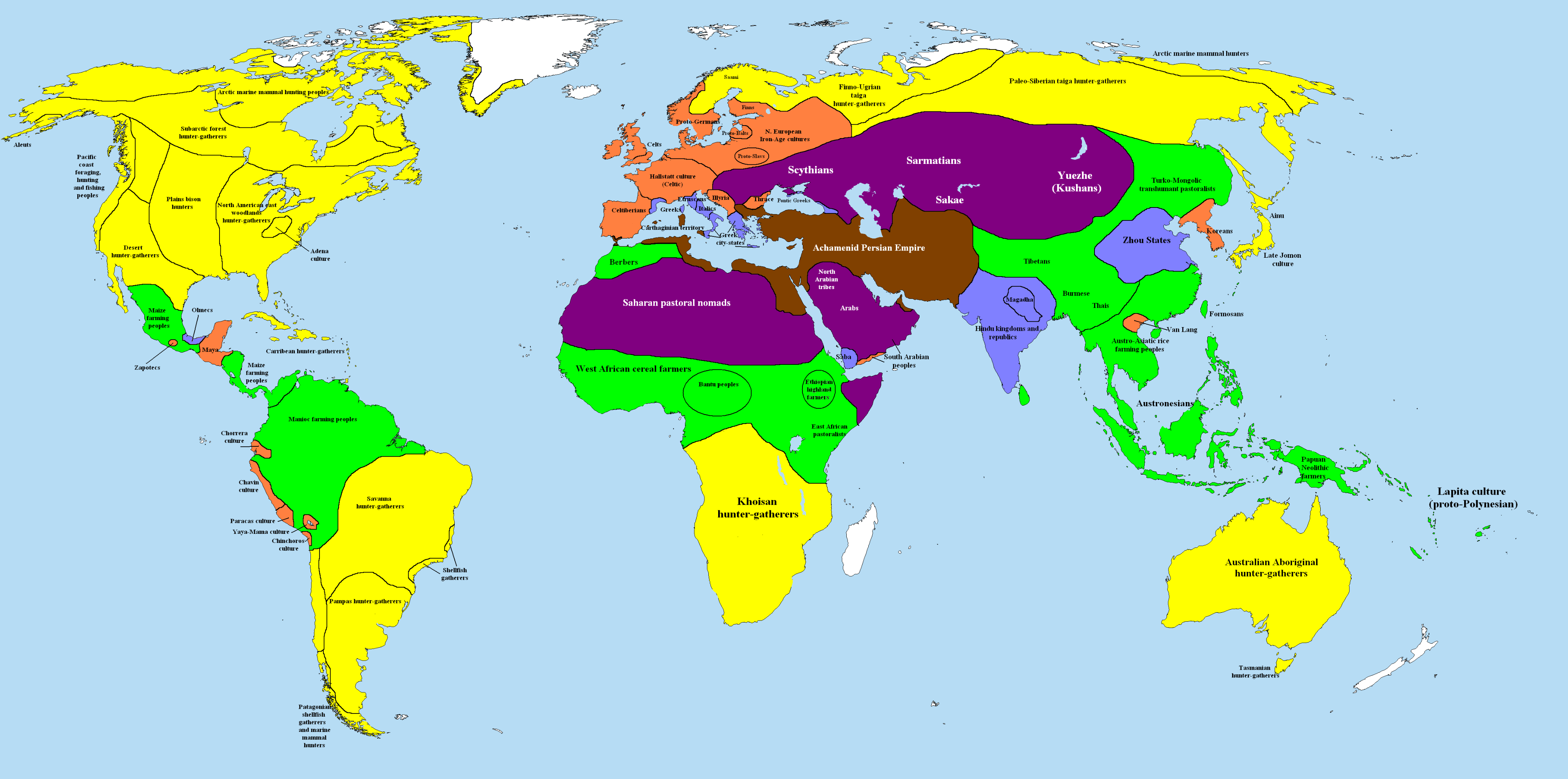
Imperio aqueménida. El mundo hacia el

### De Jerjes I a Artajerjes II

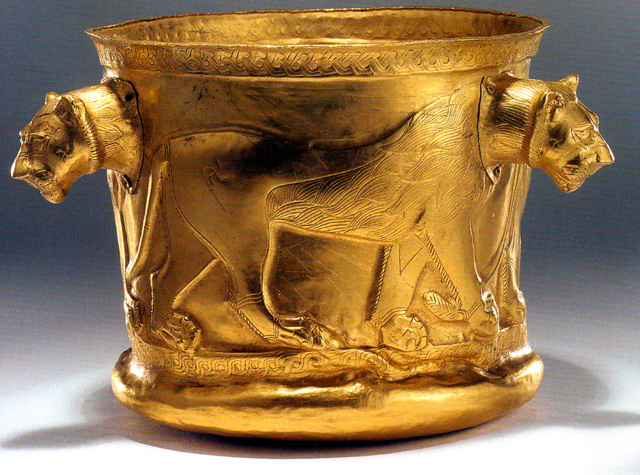
Bol de oro aqueménida con imaginería de leones.

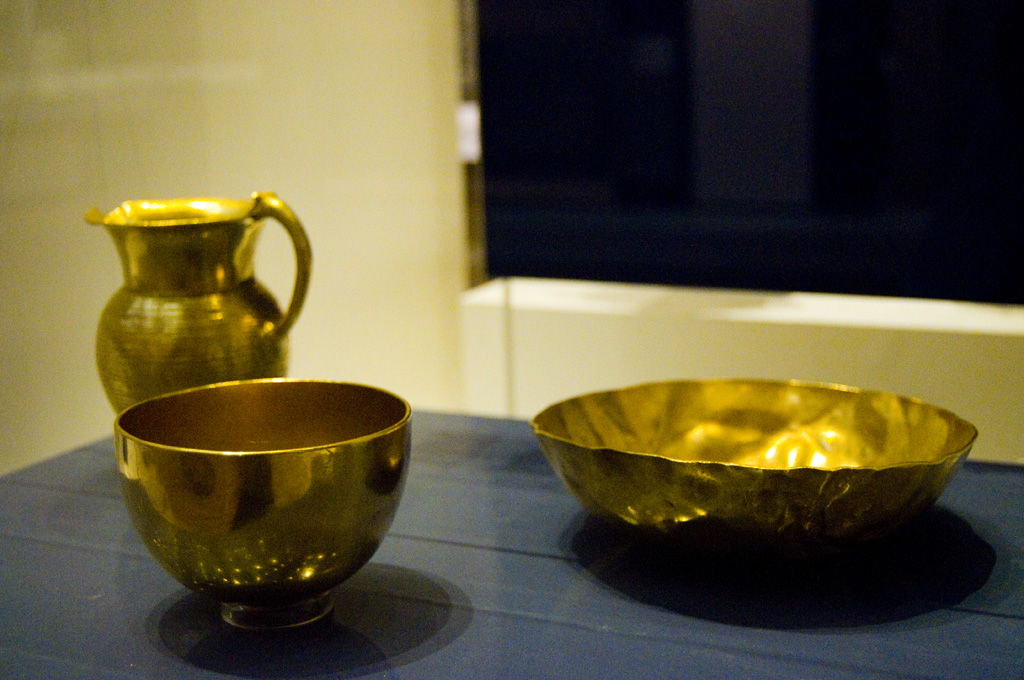
Vasijas de oro del tesoro del Oxus.

### Fin del Imperio persa

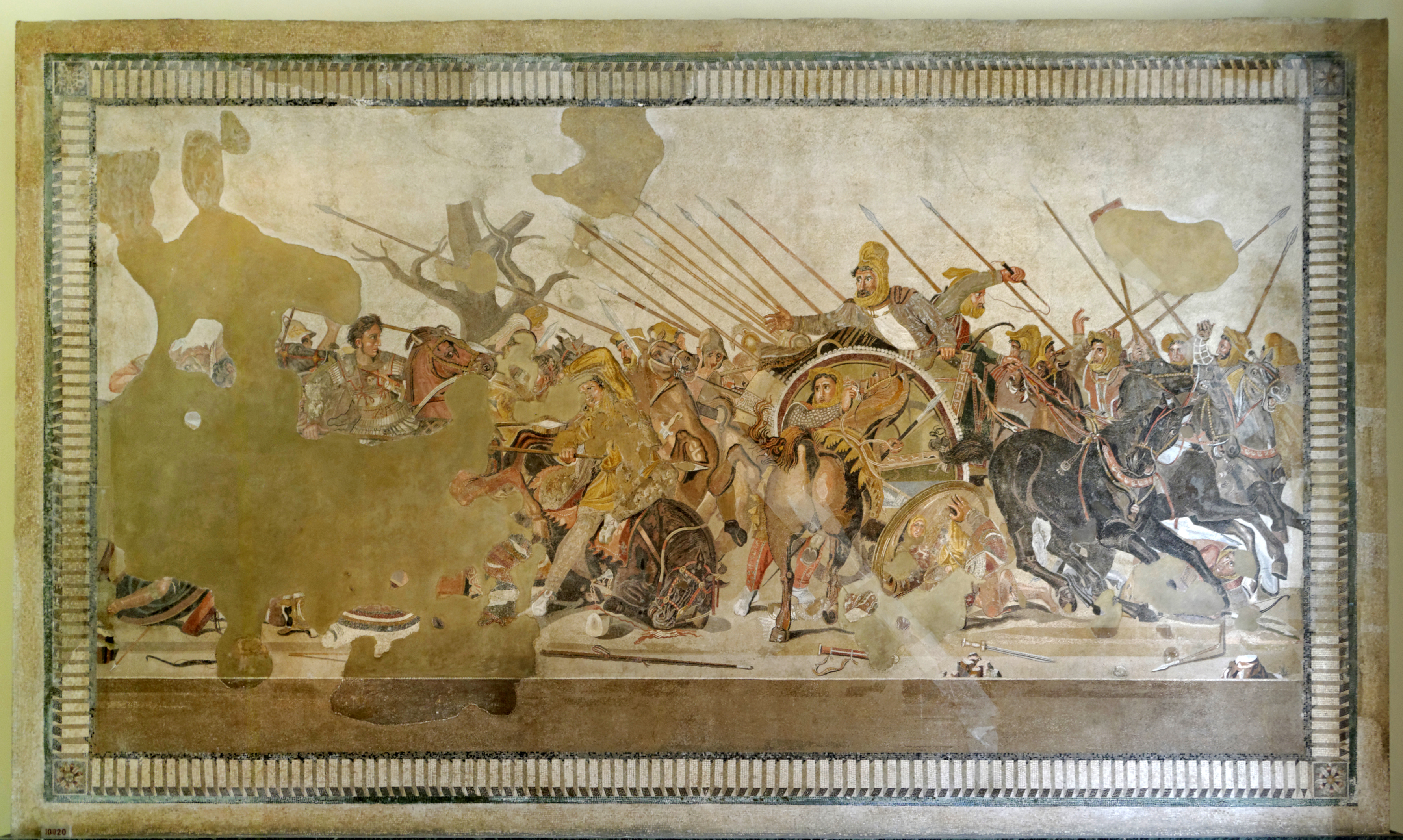
La batalla de Isos, entre Alejandro Magno a caballo a la izquierda, y Darío III en el carro de la derecha, representados en un mosaico de Pompeya que data del siglo I a. C. - Museo Nacional de Arqueología de Nápoles.